# Carl Gustaf Estlander

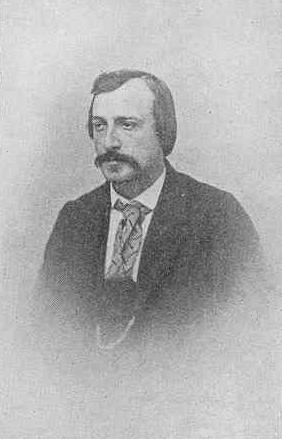
Carl Gustaf Estlander i sina krafts dagar

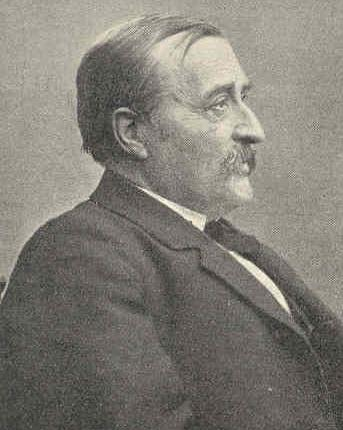
Carl Gustaf Estlander på sin ålderdom

Carl Gustaf Estlander, född 31 januari 1834 i Lappfjärd, Finland, död 28 augusti 1910 i Helsingfors, var en finlandssvensk estetiker, konstkritiker och publicist.

## Biografi
Estlander var son till Lappfjärds kyrkoherde Jakob Jonas Estlander (född 5 november 1785 i Vasa, död 10 mars 1854 i Lappfjärd) och Maria Elisabet Rislachius (född 16 juni 1800 i Nedervetil, död 18 juli 1843 i Lappfjärd). Carl Gustaf Estlander var bror till Jakob August Estlander och far till Bernhard Estlander. Han var även kusin till Yrjö Koskinen.
Estlander blev 1850 student vid Kejserliga Alexanders Universitetet i Finland i Helsingfors, ägnade sig åt historiska, filologiska och estetiska studier, blev filosofie kandidat 1856 och promoverades till magister (primus) 1857. Efter att ha avlagt licentiatexamen 1859 och disputerat dels för doktorsgrad (1858) om "Richard Lejonhjärta i historien och poesin", dels för docentur (1859) om "Folksångerna om Robin Hood", företog han 1859-1860 en resa till Danmark, Tyskland, Belgien och Frankrike för att idka konststudier. Under frånvaron från hemlandet utnämndes han till docent i estetik och modern litteratur 1860 och promoverades samma år till doktor i historiskfilologiska fakulteten. 1861-1862 förestod han professuren i estetik och modern litteratur samt gjorde 1863-1865 med offentligt understöd en resa till Danmark, Tyskland, Frankrike, England, Italien och Spanien, med uppgift att studera bildande konst och medeltidens litteratur (Tristansagan, de ossianska traditionerna med mera). Våren 1866 höll Estlander i Helsingfors en rad populära föreläsningar över de bildande konsternas historia och utgav 1867 i Stockholm ”De bildande konsternas historia från slutet af adertonde århundradet till våra dagar’”, vilket utgjorde frukten av hans omfattande konststudier. När Fredrik Cygnaeus 1867 fick avsked såsom emeritus, förordnades Estlander att förestå dennes professur, och efter att 1868 ha disputerat över ”Bidrag till den provencaliska litteraturens historia” utnämndes han samma år till professor i estetik och modern litteratur. Estlander fick 1891 kansliråds och 1898 statsråds titel. Samma år upphöjdes han i adligt stånd och tog avsked från professuren. Estlander har i "Litterär tidskrift" 1864 meddelat flera uppsatser från sina resor i utlandet och i "Acta societatis scientiarum fennicae", till och med VIII, utgivit ”Poema del Cid i svensk öfversättning med kritisk och historisk inledning” (1863) samt ”Piéces inédites du roman de Tristan, précédées de recherches sur son origine et son développement” (1866). 
Estlander var en av de mest kunniga inom estetiska vetenskapen i Norden under sin samtid. Detta har han lagt i dagen inte blott genom ovannämnda skrifter, särskilt "De bildande konsternas historia", som både i forskning och översiktlig klarhet, i sunda omdömen och personlig stil av samtiden ansågs vara ett särdeles utmärkt arbete, utan även genom flera senare arbeten. Särskilt torde, såsom i Sverige mera känt, få påpekas hans medarbetarskap i "Tidskrift för bildande konst och konstindustri" (1875-1876) och hans bidrag till "Nordiskt konstnärsalbum" (1878-1879). Till sina gamla studier över den västeuropeiska konstens historia återvände han i den omsorgsfullt utarbetade monografin ”Hippolyte Flandrin, hans lefnad och verk” (1890). Medeltidens litteraturhistoria behandlade Estlander i Vitterhetens utveckling hos de nyare folken i medeltiden (1900). Estlander var dessutom en tongivande röst inom det svenskvänliga partiet i Finland. Såsom sådan var han outtröttlig i sitt nit att söka uppehålla det andliga sambandet mellan Finland och Sverige. Redan tidigt blev Estlander publicist. Under sommaren 1856 redigerade han "Helsingfors tidningar" och var 1862-1863 medlem i redaktionen av Helsingfors Dagblad, i vars grundläggande han även deltagit. Där granskade han 1869 Yrjö Koskinens ”Finlands historia”. Men sin största betydelse i detta hänseende äger han såsom utgivare (till och med 1886) av Finsk tidskrift för vitterhet, vetenskap, konst och politik, vars första häfte utkom i oktober 1876. Han gjorde denna publikation till ett centralorgan för det litterära arbetet på svenskt språk i Finland och utvecklade i densamma stor produktivitet såsom artikelförfattare och kritiker. Mot den inom den nordiska skönlitteraturen på denna tid framträdande naturalismen vände han sig med stor skärpa, medan han å andra sidan ogillade de romantiske epigonernas innehållsfattiga ordprål. En vidlyftigare granskning ägnade han åt naturalismen i ”Naturalismen enligt Zola” (akad. program 1891).
Estlander har verkat för den finländska konstens utveckling såsom sekreterare i Finska konstföreningen 1869-1876 och såsom dess ordförande 1878-1896. Tillika har han verksamt arbetat för konstindustrins uppkomst. I en broschyr, ”Den finska konstens och industrins utveckling hittills och hädanefter” (1871), förordade han en anslutning mellan konsten och konstindustrin. Närmare belystes frågan i ”Vid konstflitens härdar” (1875), vari han meddelade iakttagelser om den konstindustriella undervisningen i västra Europas kulturländer. Till samma område hör ”Om teckningskonsten och metoderna att lära den” (1875). Han var en av stiftarna av "Föreningen för konstfliten i Finland" och dess vice ordförande 1876-1882, ordförande i kommittén för ombildning av söndags- och aftonskolorna samt tekniska realskolorna 1874, vars sakrika betänkande av 1876 han redigerade, samt i kommittén för uppgörande av förslag till instruktion för en "Överstyrelse för manufaktur- och bergväsendet" 1879. Han var ledamot i skolkommittén av 1879, den ena av representanterna för Helsingfors' universitet vid lantdagen 1882 och konsultativ ledamot i Överstyrelsen för skolväsendet 1879-1902. Hans i "Finsk tidskrift” 1887 publicerade uppsats ”Min ställning i språkfrågan” föranledde en häftig polemik från hans fennomanska motståndare, varemot han festligt hyllades av sina meningsfränder. Han var 1885 en av grundläggarna av Svenska litteratursällskapet i Finland, vars verksamhet han ledde såsom styrelsens ordförande till 1897, varefter han valdes till sällskapets hedersordförande. I dess "Förhandlingar och uppsatser" publicerade han bland annat ”J. L. Runebergs estetiska åsikter” (2 häften) och ”Arwidsson som publicist i Åbo” (8 häften). Han redigerade normalupplagan av ”J. L. Runebergs skrifter” (1899-1902), som avslutades med ”Runebergs skaldskap. Kritiska studier.” Ett urval av Estlanders uppsatser utkom 1905 under titeln ”Från flydda tider”. Estlander var ledamot av Vetenskaps- och vitterhetssamhället i Göteborg (1878), hedersledamot av Akademien för de fria konsterna (1885) samt ledamot av Vetenskapssocieteten i Uppsala (1890), Vitterhets-, historie- och antikvitetsakademien (1904), samt Vetenskapsakademien (1907). Vid hans 70-årsdag (1904) slogs en medalj över honom.

## Utmärkelser
- Sankt Annas orden, tredje klass,  1873[5]
- Sankt Stanislausorden, andra klassen,  1881[5]
- Sankt Annas orden, andra klass,  1883[5]
- Riddare av Nordstjärneorden,  1887[5]
- Sankt Vladimirs orden, fjärde klassen,  1894[5]

[Redigera Wikidata]

### Övriga källor
1. ↑  Carl Gustaf Estlander, Biografiskt lexikon för Finland, Svenska litteratursällskapet i Finland, Biografiskt Lexikon för Finland ID (urn.fi): 4671-1416928957277.[källa från Wikidata]
2. ↑  Yrjö Kotivuori (red.), Studentmatrikel 1640–1852, Helsingfors universitet.[källa från Wikidata]
3. 1 2 3  Carl Gustaf Estlander - 375 Humanistia (på finska), 25 april 2015, läs online, läst: 11 oktober 2024.[källa från Wikidata]
4. ↑  Dictionary of Art Historians, Dictionary of Art Historians-ID: estlanderc, läst: 23 april 2022.[källa från Wikidata]
5. 1 2 3 4 5 6 7 8 9 10  Matti Klinge (red.), Kansallisbiografia, Finska litteratursällskapet och Finska historiska samfundet, Finlands nationalbiografi-ID: 3187, läst: 25 juni 2024.[källa från Wikidata]
6. ↑  Carl Gustaf Estlander; Tancred Borenius (1925), Skrifter av C. G. Estlander. 3, De bildande konsternas historia från slutet av adertonde århundradet till 1867, Skrifter utgivna av Svenska litteratursällskapet i Finland, Helsingfors, Wikidata Q113518971, ISSN 0039-6842, https://urn.fi/urn:NBN:fi-fd2019-00022064